# Pseudozizeeria japonica
Pseudozizeeria japonica är en fjärilsart som beskrevs av Murray 1874. Pseudozizeeria japonica ingår i släktet Pseudozizeeria och familjen juvelvingar. Inga underarter finns listade.